# Luigi Apolloni
Luigi Apolloni (ur. 2 maja 1967 we Frascati) – włoski piłkarz, występujący na pozycji obrońcy. Srebrny medalista MŚ 1994. Długoletni zawodnik Parmy.
Karierę rozpoczął w klubie Lodigiani z Rzymu. W 1984 roku przeszedł do AC Pistoiese, a następnie grał w Reggianie. Piłkarzem Parmy został w 1987, gdy ten zespół grał jeszcze w Serie B. Z nim w składzie Parma sukcesywnie awansowała w krajowej hierarchii. W 1993 znalazł się wśród zdobywców Pucharu Zdobywców Pucharów, triumfował także w Pucharze UEFA. Dla Parmy rozegrał 304 spotkania. W 1999 odszedł do Hellas Werona, karierę kończył w 2001.
W reprezentacji Włoch zagrał 15 razy. Debiutował 27 maja 1994 w meczu z Finlandią, ostatni raz zagrał w 1996. Podczas MŚ 94 zagrał w 3 meczach. Brał także udział w ME 96.